# Economia de Dourados
Na economia, Dourados exerce grande importância regional no estado, região e país. É um importante centro urbano sendo o principal do interior do estado. Muito próspera em arrecadação tributária do estado de Mato Grosso do Sul tendo como principais atividades econômicas a agricultura e a criação animal. É o maior produtor de milho do estado, e o segundo em produção de soja e feijão, em rebanho suíno e em criação de aves. Produz ainda ovos, mel de abelha, trigo, arroz, leite, e tem criações de bicho-da-seda, além da pecuária bovina. Apesar disso, a indústria desponta cada vez mais como alternativa ao município e à região e está em fraco crescimento. Há várias indústrias de alimentos, além de frigoríficos.
A cidade possui também vários centros de compras entre galerias, supermercados e lojas de conveniências. Se destaca cada vez mas também no setor automotivo abastecendo a região com venda de veículos novos e usados. Dourados esta se inserindo cada vez mais no mundo chamando a atenção de novas empresas e recentemente instalou-se em Dourados vários centros de economia privada. Os cenários de desenvolvimento reservam para Dourados uma privilegiada posição geográfica que garante relevante papel central na economia regional frente aos países vizinhos e ao Brasil. Com razoável desenvolvimento comercial e de serviços, Dourados possui no total segundo o Empresômetro quase 20 mil estabelecimentos privados atacadistas, varejistas e também de serviços.

## PIB municipal
Com PIB de R$ 7.284.223.460,00 e PIB per capita de R$ 34.219,12 em 2015, é um importante centro agropecuário, comercial, industrial e de serviços da região, possui a segunda maior arrecadação de ICMS do estado. Em PIB é o 3° maior do Estado de Mato Grosso do Sul e está entre os 140 maiores do Brasil. Já em PIB per capita é o 20° maior entre todos os municípios do Estado de Mato Grosso do Sul e está em 663º lugar no país.
| Crescimento do Produto Interno Bruto (PIB) | Crescimento do Produto Interno Bruto (PIB) | Crescimento do Produto Interno Bruto (PIB) |
| Ano                                        | PIB (R$)                                   | PIB per capita (R$)                        |
| ------------------------------------------ | ------------------------------------------ | ------------------------------------------ |
| 1970                                       | 453.378.641,53                             | 5.725,49                                   |
| 1980                                       | 1.328.629.094,98                           | 12.477,38                                  |
| 1985                                       | 1.066.681.494,50                           | 9.126,14                                   |
| 1990                                       | 1.002.115.682,41                           | 7.560,62                                   |
| 1996                                       | 877.714.846,55                             | 5.729,53                                   |
| 2000                                       | 936.045.000,00                             | 5.611,24                                   |
| 2005                                       | 1.807.046.734,00                           | 9.869,39                                   |
| 2008                                       | 2.871.802.490,00                           | 15.309,43                                  |
| 2009                                       | 3.003.962.884,00                           | 15.826,58                                  |
| 2010                                       | 3.765.442.000,00                           | 19.204,78                                  |
| 2011                                       | 4.799.961.000,00                           | 24.190,67                                  |
| 2012                                       | 5.468.723.000,00                           | 27.244,31                                  |
| 2013                                       | 5.622.984.000,00                           | 27.098,98                                  |
| 2014                                       | 6.958.573.000,00                           | 33.101,70                                  |
| 2015                                       | 7.284.223.000,00                           | 34.219,12                                  |

## População economicamente ativa
A população economicamente ativa em Dourados é de 78.226 pessoas (47.452 homens e 30.775 mulheres). O maior empregador no município é o setor terciário (comércio e serviços).

### Potencial de consumo
O índice de potencial de consumo (IPC Maps, divulgado divulgado pela IPC Marketing Editora) mapeia o potencial de consumo dos municípios brasileiros baseado em dados divulgados por várias instituições oficiais, sendo utilizado atualmente por mais de 700 empresas e elabora um ranking classificando os 500 maiores municípios relativo ao poder de consumo, contemplando o perfil de consumo urbano e rural dos 5.565 municípios brasileiros.
O município de Dourados possui o segundo maior mercado de Mato Grosso do Sul e subiu oito posições no ranking do sistema IPC Maps, ficando assim com a posição 114 (0,12795) em 2014, ante a posição 122 (0,11950) em 2013 entre todas as cidades brasileiras. E seu potencial de consumo chegou a R$ 4,174 bilhões. O valor é 16,40% superior aos R$ 3,586 bilhões de 2013. São R$ 588 milhões a mais de movimentação previstos no comércio e serviços no ano de 2014. Sendo assim Dourados teve o maior crescimento do que os outros três municípios de MS com mais de 100 mil habitantes. O mercado douradense equivale ao de Três Lagoas, Corumbá e Ponta Porã somados e é provável que seu crescimento futuramente será a metade do crescimento do comércio de Campo Grande, que tem população quatro vezes maior a douradense.

## Importância regional e nacional
Dourados, com mais de 210 mil habitantes e 21 relacionamentos diretos, é uma capital regional C. Dourados é uma das duas cidades de MS (juntamente com Campo Grande) que, como as metrópoles, também se relacionam com o estrato superior da rede urbana. Com capacidade de gestão no nível imediatamente inferior ao das metrópoles, têm área de influência de âmbito regional, sendo referidas como destino, para um conjunto de atividades, por grande número de municípios. Dourados é uma das 39 cidades no Brasil com a classificação Capital Regional C. As 21 cidades influenciadas por Dourados são as seguintes:
- Centros de zona A: 3 (Mundo Novo, Naviraí e Ponta Porã)
- Centros de zona B: 1 (Amambai)
- Centros locais: 17 (Angélica, Caarapó, Deodápolis, Douradina, Fátima do Sul, Glória de Dourados, Itaporã, Ivinhema, Jateí, Juti, Laguna Carapã, Maracaju, Novo Horizonte do Sul, Rio Brilhante, Sete Quedas, Tacuru e Vicentina)

## Setores

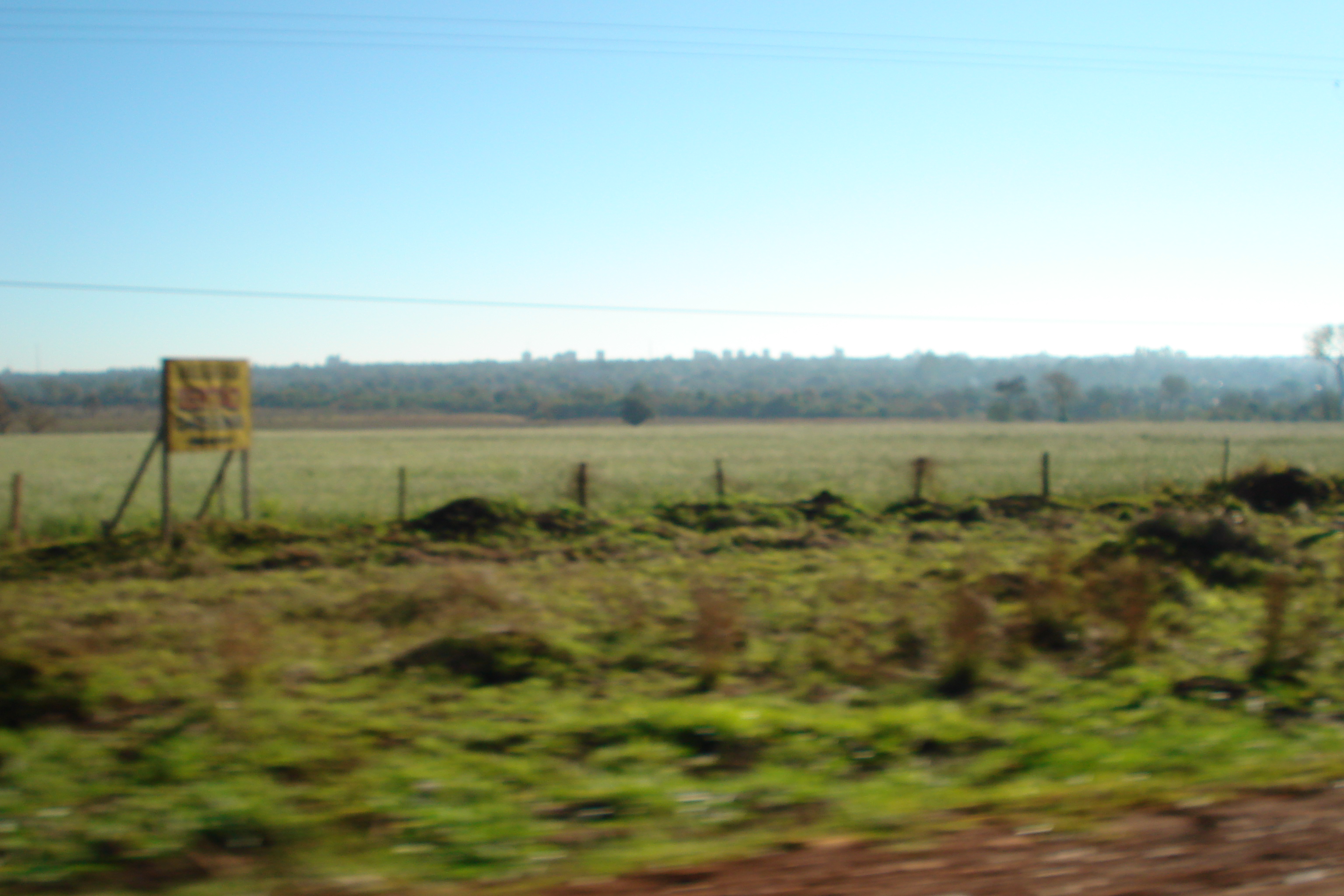
Região de baixa densidade na região oeste de Dourados, síntese de resquícios rurais ainda fortemente presentes no município. Ao fundo, no horizonte, vista geral do Centro da cidade.

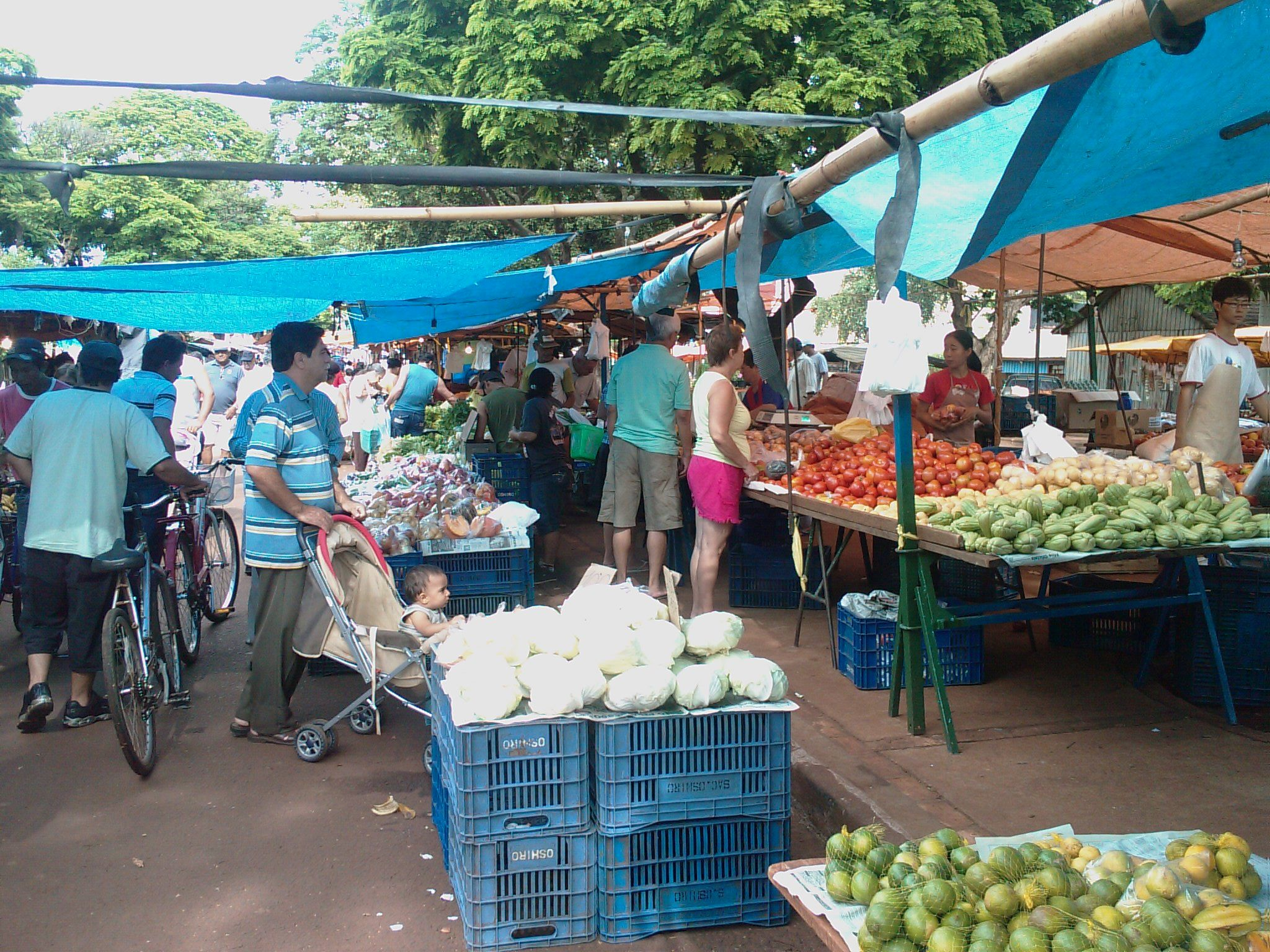
Típica feira hortifrutigranjeira de Dourados

### Setor primário
Os migrantes gaúchos, que chegaram em razão dos preços das terras serem baixos, introduziram na região uma cultura agrícola que consiste no tratamento do solo de alto nível e elevam a área plantada de 3.500 para 134 mil hectares nos anos 1970 e 80. Esses granjeiros ocuparam várias áreas por toda a região de Dourados. Também deram grande contribuição para a criação de empresas comerciais ligadas a atividades agrícola: comércio de cereais, implementos e máquinas agrícolas, assistência técnica, entre outros. Ainda hoje, a presença do migrante gaúcho é numerosa em todo o setor primário do município de Dourados. No total Dourados tem, segundo o Empresômetro, mais de 145 estabelecimentos agropecuários.
Na agricultura destaca-se a produção de milho, soja e feijão. OBS: Maior produtor de milho, 2º produtor de arroz, 1º produtor de feijão, 3º produtor de soja, 4º produtor de trigo, 11º produtor de mandioca e 25º produtor de algodão herbáceo.
Na pecuária destaca-se a criação suína e de aves. Ainda tem criações de bicho-da-seda e da pecuária bovina. OBS: 2º rebanho suíno, 3º efetivo de aves (galinhas, galos, frangos), 3º produtor de ovos de galinha, 5º produtor de mel de abelhas (juntamente com os municípios de Itaquiraí e Três Lagoas) e 9º produtor de leite.

### Setor secundário
Segundo o Empresômetro, Dourados tem um total mais de 1.800 estabelecimentos de indústrias de transformação e extrativas minerais.
Os principais ramos industriais na cidade são: indústria extrativa, transporte, frigoríficos (abate de bovinos, suínos, aves, coelhos), fábrica de rações e incubatório de aves, suínocultura, avicultura, graxaria, charqueada, curtume (couros e seus derivados), usinas de beneficiamento de leite, indústria de trigo e outros cereais, indústria e acumulados para veículos e de baterias, indústria moveleira, esmagamentos de soja, Vila do Artesanato (Distrito de São Pedro),tempero de alho (distrito Vila Vargas), ração e degerminação de milho, erva mate, metalúrgica e equipamentos agrícolas, equipamentos hidráulicos, máquinas de lavar roupas, fabrica de massas e biscoitos, embalagens plásticas, madeireira, indústria química, minerais não metálicos, vestuário (roupas, calçados e artefatos de tecidos), editorial e gráfica e mecânica.

### Setor terciário
Com razoável desenvolvimento comercial e de serviços, Dourados possui no total segundo o Empresômetro, quase 20 mil estabelecimentos no setor terciário, entre atacadistas, varejistas e de serviços.
A cidade possui vários centros de compras, entre galerias, supermercados e lojas de conveniências. Se destaca cada vez mas também no setor automotivo abastecendo a região com venda de veículos novos e usados. Dourados esta se inserindo cade vez mais no mundo chamando a atenção de novas empresas recentemente se instalou em Dourados vários centros de compras, supermercados, hipermercados. 